# Харт, Джеймс Макдугал
Джеймс Макдугал Харт (англ. James McDougal Hart; 1828—1901) — американский художник-пейзажист шотландского происхождения. Брат Уильяма Харта и Джулии Бирс.

## Биография
Родился 10 мая 1828 года в шотландском городе Килмарнок.
В Америку его родители Джеймс и Мэрион с семью детьми приехали из Шотландии на корабле Camillus в феврале 1930 года. Жили в столице штата Нью-Йорк — городе Олбани. Вместе с братом увлёкся живописью и для серьёзной подготовки поехал в Европу. Учился в Мюнхене и у Вильгельма Ширмера в Дюссельдорфской академии художеств, став представителем Дюссельдорфской художественной школы.
В США вернулся в 1853 году. Свои работы выставлял в Национальной академии дизайна, став её адъюнктомом в 1857 году и полноправным членом в 1859 году. Выставлялся в академии в течение более сорока лет, был её вице-президентом с 1895 по 1899 годы. Как и его брат Джеймс, выставлялся в Бруклинской ассоциации искусств (англ. Brooklyn Art Association), а также на многих выставках по всей стране.
Как и большинство крупных пейзажистов того времени, Джеймс вместе с братом взяли на вооружение стиль Школы реки Гудзон.
Умер 24 октября 1901 года в Бруклине, Нью-Йорк. Был похоронен на нью-йоркском кладбище Грин-Вуд.
Джеймс Харт был женат на Marie Thereas Gorsuchfeld, у них родились две дочери, обе ставшие художницами:
- Летиция Харт (англ. Letitia Bonnet Hart, 1867—1953),
- Мэри Харт (англ. Mary Theresa Hart, 1872—1942).

## Труды
Работы художника находятся во многих музеях США, в числе которых Метрополитен-музей, Бруклинский музей, Галерея Коркоран, а также в частных коллекциях.

Некоторые работы
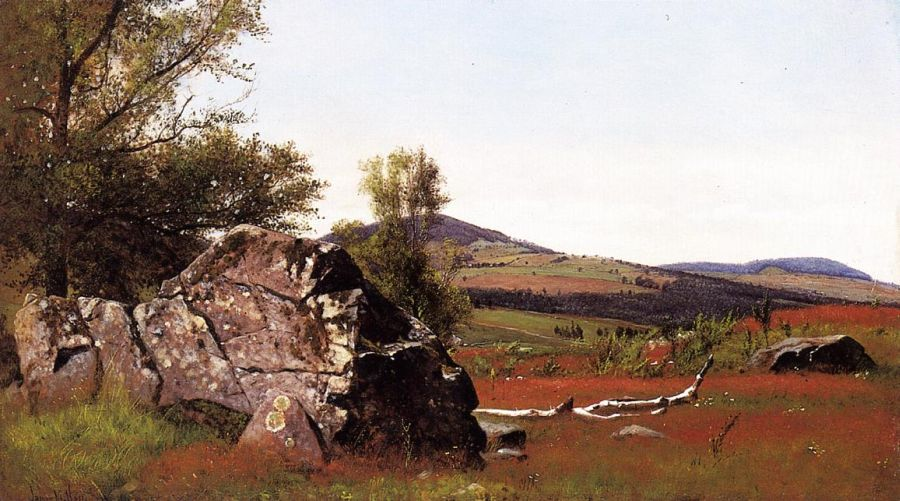
Summer in the Catskills
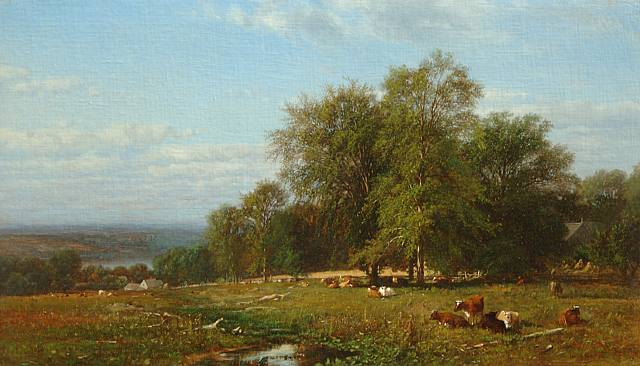
Overlooking the Hudson
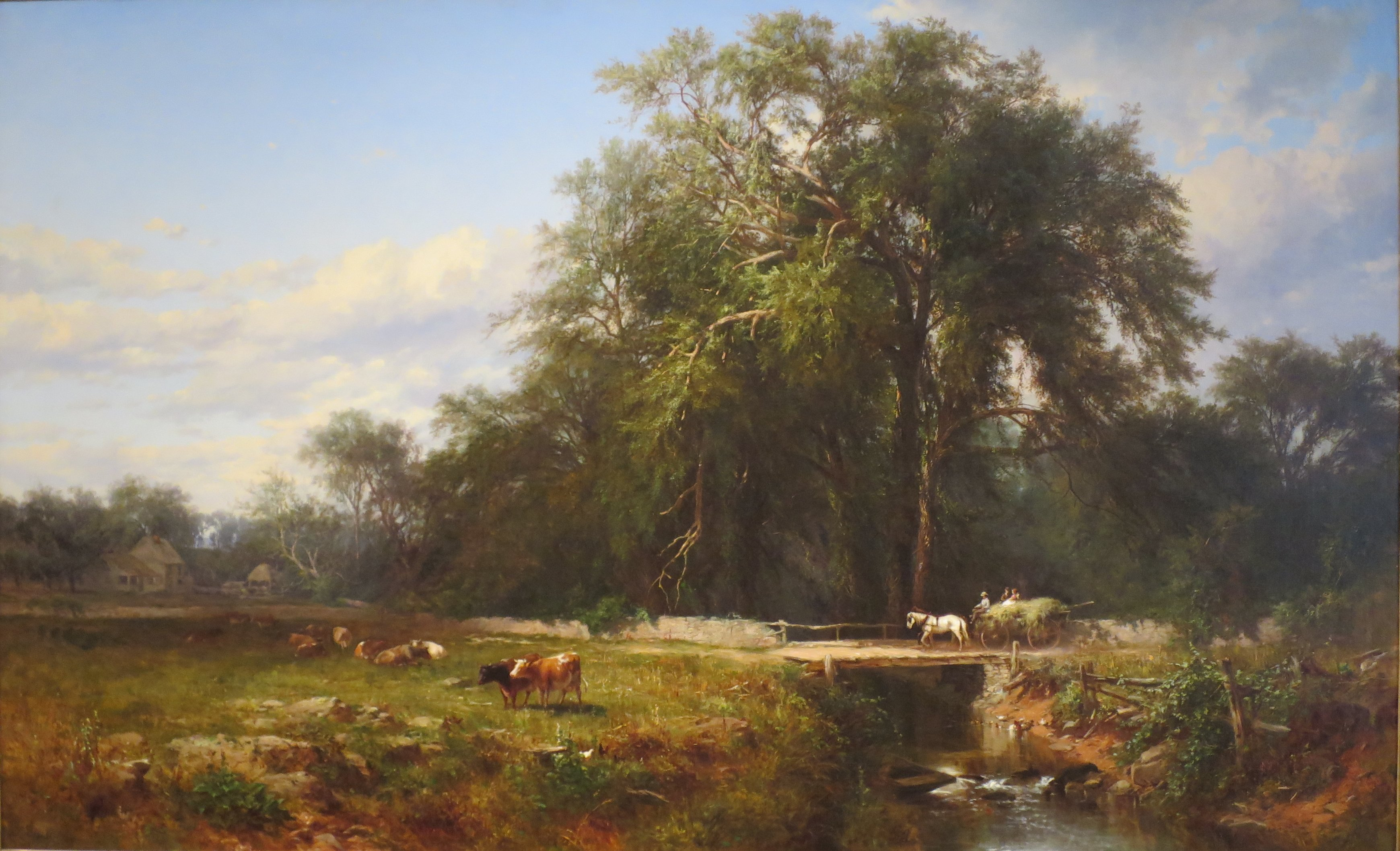
The Old Homestead